# 鹿洞站 (光州廣域市)
鹿洞站（：／ Nokdong yeok */?）是光州地鐵1號線的起點車站，位於韓國光州廣域市东区月南洞。

## 車站結構
站體為1面1線側式月台的地面車站，候車月台設有半密閉式的月台幕門。

### 月台配置
| 起終點站 |
| 下       |
| ↓ 所台   |

| 月台 | 路線               | 目的地                           |
| ---- | ------------------ | -------------------------------- |
| 下行 | ●光州都市铁道1号线 | 南光州、尚武、光州松汀、平洞方向 |

## 歷史
- 2004年4月28日：落成啟用。

## 車站周邊
- 龍山車輛基地
- 鹿洞鎮
- 鹿洞橋

## 圖片

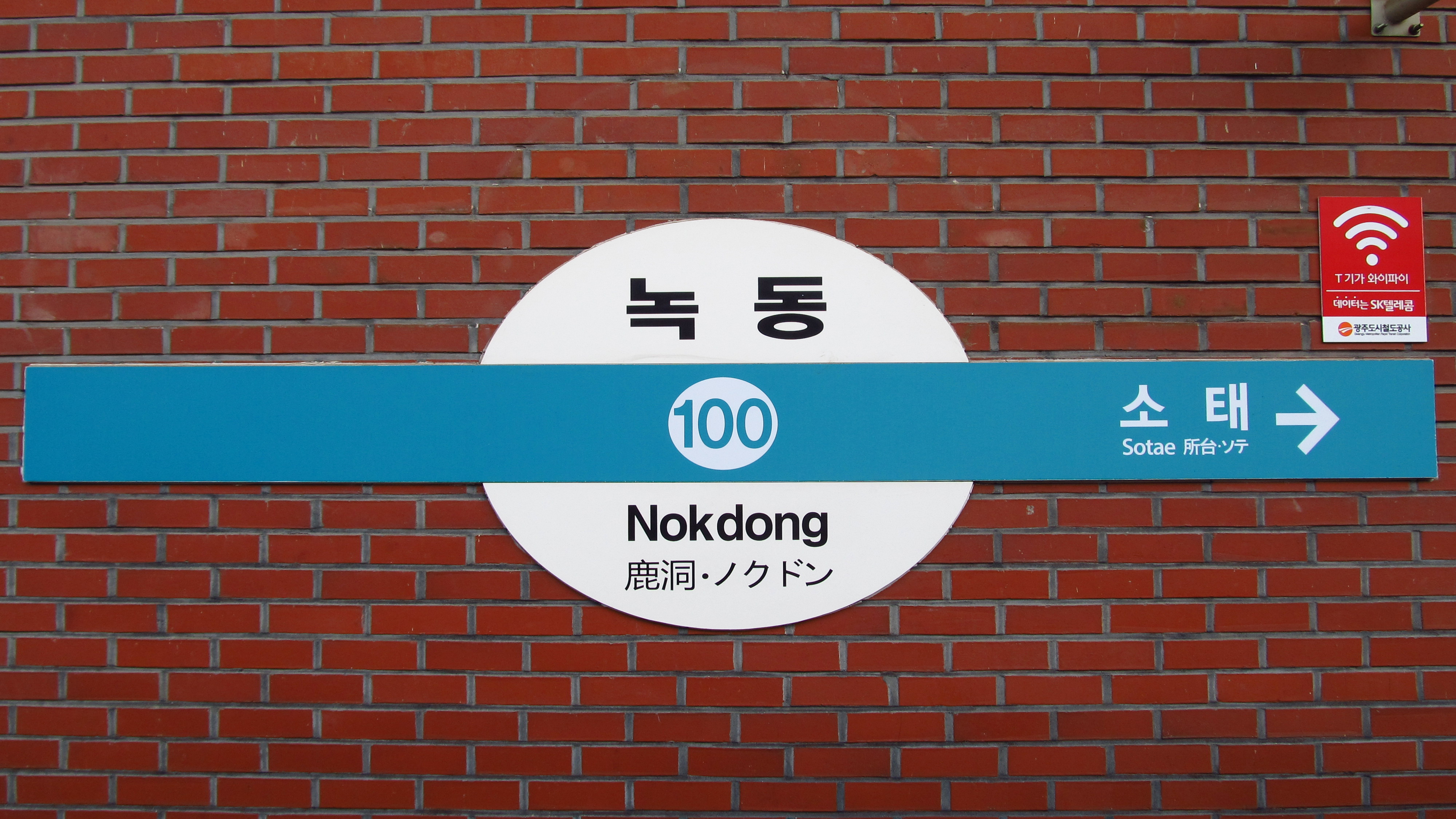
站名牌
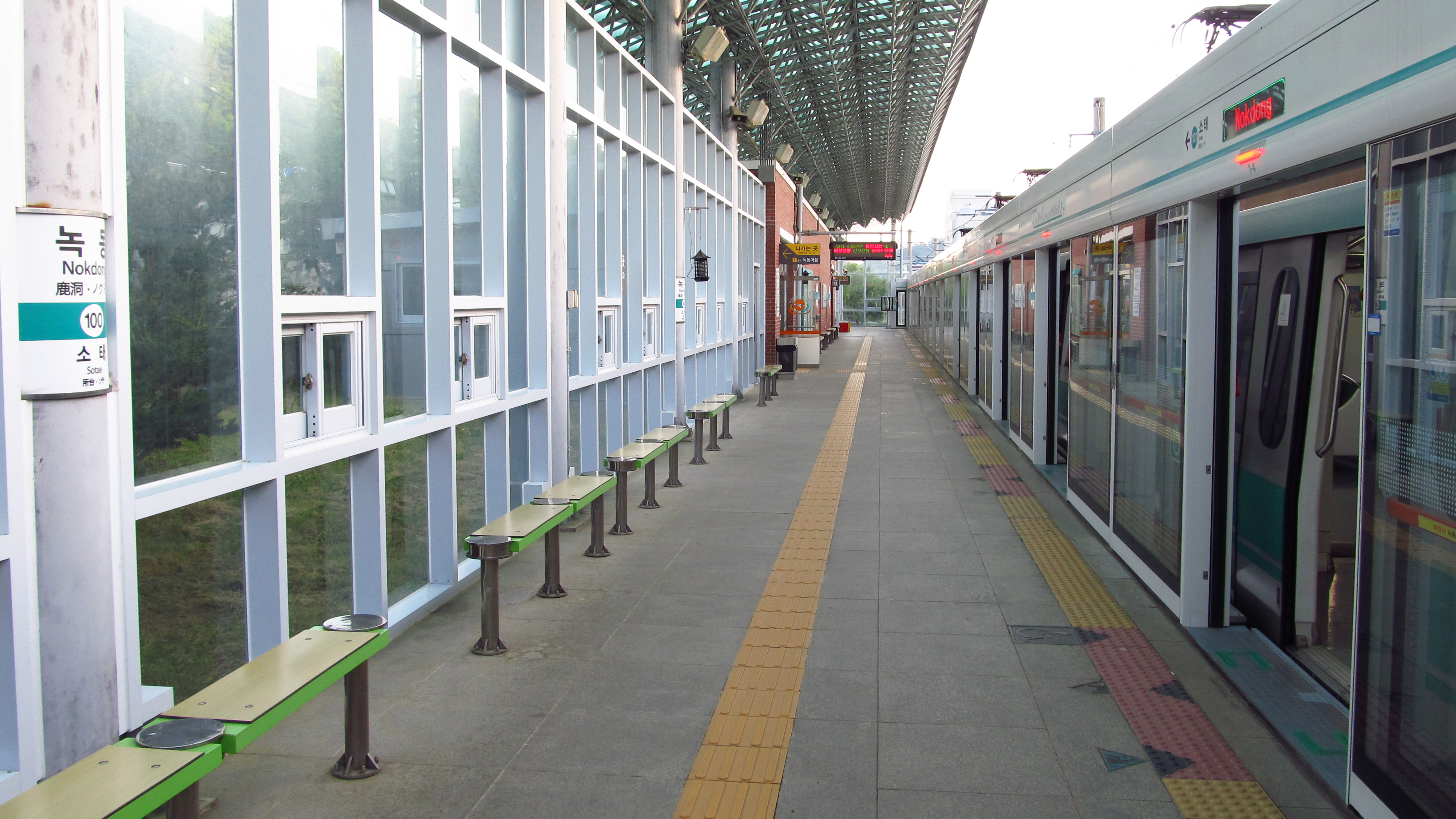
候車月台
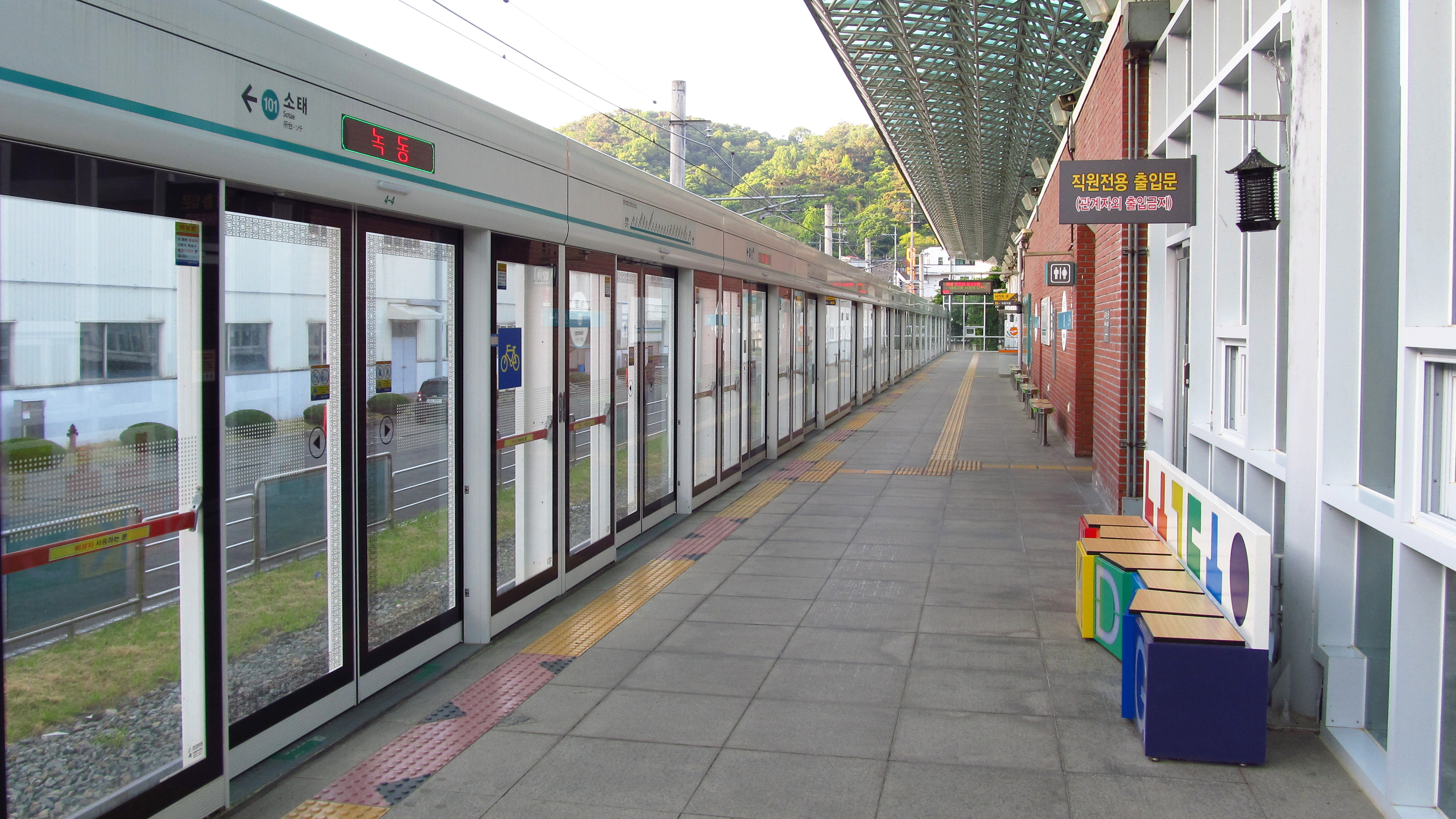
候車月台
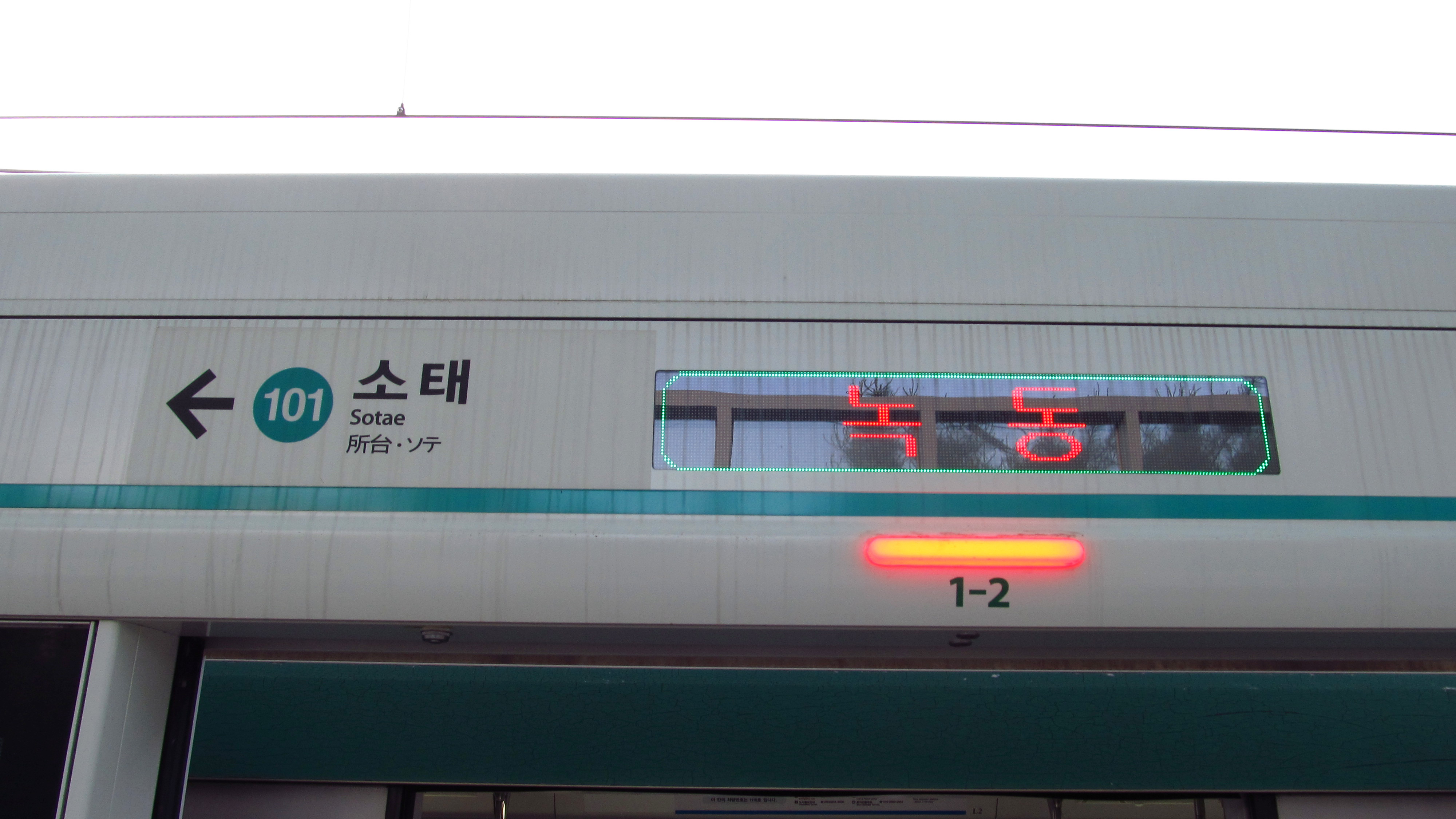
月台門資訊板

## 相鄰車站
光州廣域市都市鐵道公社
●光州都市铁道1号线
鹿洞（100）－所台（101）